# نادر الذهبی
نادر الذهبی (عربی: نادر الذهبي؛ زادهٔ ۷ اکتبر ۱۹۴۶) یک سیاست‌مدار اهل اردن است.